# Transformers: Cybertron
Transformers: Cybertron (トランスフォーマー ギャラクシーフォース?, Transformers: Galaxy Force) è un anime mecha basato sui giocattoli Transformers. In Giappone è stato mandato in onda indipendentemente, mentre negli Stati Uniti d'America è stato presentato come sequel delle precedenti serie Transformers: Armada e Transformers: Energon. Dalla serie sono stati poi prodotti dei videogiochi per Wii e Xbox 360.
Mentre Transformers: Armada e Transformers: Energon sono state pensate in America e prodotte in Giappone, Transformers Cybertron è una creatura del tutto nipponica come la linea; Armada ed Energon sono creature della Hasbro. Nome originale giapponese Transformers: Galaxy Force (トランスフォーマー ギャラクシーフォース?, Toransufōmā Gyarakushī Fōsu), è nata dall'importazione dei modellini della linea Galaxy Force, a cui sono stati aggiunti pezzi originali e le solite ricolorazioni.
In Giappone è stato mandato in onda indipendentemente, mentre negli Stati Uniti d'America è stato presentato come sequel delle precedenti serie Transformers: Armada e Transformers: Energon.
Questa serie si distacca dalla continuity Micron Legend e Superlink per lanciare gli Autobot (Cybertron in giapponese) in una corsa contro il tempo e i Decepticon (Destron in giapponese); obiettivo 4 chiavi, le Cyber Planet Key, capaci di attivare poteri nascosti (come i Minicon in Armada), ma soprattutto di attivare un meccanismo detto Omega Lock che risveglierà Primus dal suo sonno; il padre dei robot mutaforma è l'unico essere col potere di chiudere un buco nero che sta risucchiando tutti i corpi celesti del creato.
Le chiavi furono nascoste dai primi Transformer su 4 diversi pianeti: la Terra, Jungle Planet (Animatron), Speed Planet (Velocitron) e Giant Planet (Gigantion). Megatron, apparso dal buco nero chissà come, ostacolerà come sempre il Prime e la sua squadra, finendo, come sempre, per morire.

## Trama
Dopo una cruenta battaglia sul pianeta Cybertron tra gli Autobots e i Decepticons per la conquista del potere, compare improvvisamente nello spazio la "Singolarità di Unicron", un buco nero in costante crescita che minaccia di inghiottire Cybertron e l'intero universo.
Gli Autobots scoprono il Planet Force, un grande potere che potrebbe salvare la Galassia, ma che sarebbe molto pericoloso se cadesse nelle mani sbagliate. Inizia quindi un lungo viaggio degli Autobot, guidati da Optimus Prime, alla ricerca del Planet Force prima che venga trovato dai Decepticons comandati da Megatron, durante il quale passeranno di pianeta in pianeta, incontrandone gli abitanti e vivendo con loro numerose avventure. In questo viaggio vengono guidati dal potente Vector Prime, uno degli originali 13 Prime esistiti all'inizio della storia di Cybertron. Il viaggio si svolge in 4 pianeti colonizzati dai Transformers: la Terra, che farà da rifugio temporaneo per molti abitanti di Cybertron, ma che nasconde essa stessa cybertroniani stabilitisi lì in clandestinità, guidati da Evac; Speed Planet (o Velocitron), un pianeta dove tutto si svolge in funzione delle corse, comandato da Override; Jungle Planet (detto anche Beast Planet o Animatron, Animatros nella versione giapponese), un mondo selvaggio dove i Transformers hanno assunto forme animali; qui ci sono due fazioni in lotta comandate da Scourge e Snarl; Gigantion (o Giant Planet), il mondo da cui provengono i mini-con; è popolato da Transformers enormi che passano il tempo a costruire città sugli strati precedenti, ed è governato dall'enorme ma pacifico Metroplex; i mini-con aiutano svolgendo compiti impossibili per le "taglie forti". Su ognuno di questi pianeti, Optimus e Megatron troveranno alleati disposti a seguirli.
Ma c'è anche chi lavora per se stesso; primo tra tutti Starscream, che vuole soppiantare Megatron; poi il misterioso Sideways, che si schiera (apparentemente) con Starscream, salvo mollarlo nei guai in seguito; ed infine il vero alleato di Sideways, Soundwave, proveniente come lui da un luogo ignoto un tempo in guerra con Gigantion (chiamato solo Pianeta X). questi ultimi erano schierati con Unicron.
Riunite le 4 chiavi, gli Autobot torneranno su Cybertron (che intanto ha cambiato forma in un immenso robot antropomorfo, cioè lo stesso Primus, divinità e creatore di tutta la razza Transformers), e qui sbloccheranno il Lucchetto Omega; inseritevi le chiavi, Primus si risveglierà completamente e distruggerà la singolarità; nella battaglia finale che si svolge dopo questo evento, Optimus Prime sconfiggerà completamente Galvatron (forma potenziata di Megatron che oltre aver assorbito parte del potere oscuro di Unicron assorbe anche la forza della Cyber Planet Key di Gigantion) e Starscream finirà poco prima in un'altra dimensione assieme a Sideways e Soundwave come risultato del suo scontro contro l'ex capo Galvatron. Nonostante ciò, nei credits dell'ultimo episodio della serie viene mostrato un incontro tra Starscream e Landmine, in quanto questo aveva tracciato la sua presenza.
Terminato il conflitto, Prime indice una conferenza per stipulare un'alleanza con gli altri pianeti; i 5 leader si accordano per partecipare ad una spedizione esplorativa dello spazio, decidendo di creare una rete di ponti spaziali tra i vari pianeti e partire alla ricerca di altre colonie sconosciute.

## Personaggi

### Autobot

#### Cybertron
- Optimus Prime: Il capo degli Autobot. Molto protettivo nei confronti degli umani, prende molto sul serio la missione di fermare il buco nero. Può combinarsi con il suo rimorchio per entrare nella "Super Mode", con Leobreaker per entrare nella "Savage Claw Mode" e con Wing Saber per entrare nella "Sonic Wing Mode". È stato anche in grado di sollevare e usare in battaglia l'imponente ascia di Metroplex, con tanto di Cyber Key attivabile. Si trasforma in un'autopompa armata di cannoni. La sua Cyber Key potenzia i colpi energetici dei suoi cannoni in modalità super e presenta bordi dorati e l'emblema degli Autobot sopra. Nel farlo viene spesso avvolto da un'aura rossa e intensa.

- Jetfire: Il vice di Optimus Prime. Si trasforma in un Antonov An-225 modificato.
- Hot Shot: Un giovane Autobot spericolato e amante della velocità, qualità che lo porterà a diventare il maggiore rivale di Override e, nel penultimo episodio, il leader di Velocitron. Dopo esser stato ferito da Megatron, entrerà a far parte del Cybertron Defense Team insieme a Scattorshot e Red Alert. La sua prima modalità veicolo è stata una macchina sportiva, dopo essere entrato a far parte del Cybertron Defense Team sceglierà un veicolo blindato.

- Scattorshot: L'esperto di informatica del gruppo, anche un grande pessimista, in quanto di fronte ai pericoli si scoraggia subito, anche se, quando la situazione si salva, termina con un'affermazione del tipo ero sicuro che ce l'avremmo fatta. La sua prima modalità veicolo è stato un carro armato, dopo essere entrato a far parte del Cybertron Defense Team, sceglierà una base missilistica mobile.
- Vector Prime: Uno dei primi 13 Prime originali, è un viaggiatore del tempo vecchio nove miliardi di anni. Si trasforma in un'astronave antica. Possiede un minicon di nome Safeguard. Oltre a poter viaggiare nello spazio tempo, può creare portali con la sua spada e attivare la sua Cyber Key per difendersi col suo potente "scudo tachionico". È lui che introduce gli Autobot a questa corsa contro il tempo per raccogliere le 4 chiavi planetarie e salvare l'universo, essendo anche colui che si sacrificherà per consentire agli Autobot di tornare nella loro dimensione dopo gli eventi su Gigantion, in modo da raggiungere il loro mondo e fermare Galvatron. Vector Prime infatti può riavvolgere il tempo ma più lo fa più si indebolisce. Nello scontro finale, apparirà ad Optimus e donerà a quest'ultimo la sua spada per consentirgli di sconfiggere finalmente Galvatron che stava avendo la meglio. Nei credits dell'ultimo episodio lo si vede in un altro piano dell'esistenza alle prese con Galvatron.
- Red Alert: L'esperto di riparazioni. La sua prima modalità veicolo era una station wagon, dopo essere entrato a far parte del Cybertron Defense Team, sceglierà un carro armato con un enorme lanciarazzi montato su.
- Overhaul: Un anziano Autobot che ha combattuto varie guerre con Optimus Prime. Si trasforma in una Jeep marrone cromata. Dopo essersi evoluto in Leobreker tramite l'influsso della Cyber Planet Key di Jungle Planet, si trasformerà in un potente leone dorato. In questo stato la sua voce cambia e anche il suo carattere si fa più fiero e deciso, talvolta anche un po' avventato. Per diverso tempo porterà rabbia nei confronti di Scourge che proverà a convincerlo che le sue scelte sono state sbagliate e che crede che sarebbe un leader migliore di lui del Jungle Planet (per questo si batterà più volte). Fin da subito viene visto di buon occhio da Backstop e Snarl. Può usare la sua coda come frusta, combinarsi con Optimus Prime nella "Savage Claw Mode" e la sua Cyber Key attiva degli artigli aggiuntivi sopra le mani.

- Landmine: Un anziano Autobot che ha allenato, nel suo passato, vari transformers come Mudflap, quest'ultimo temporaneamente divenuto un Decepticon. Si trasforma in un bulldozer giallo.
- Wing Saber: Amico di vecchia data di Optimus Prime, con il quale ha affrontato la missione su Chaar. Si trasforma in un A-10 Warthog.

#### Velocitron
- Override: Leader di Velocitron e maggiore rivale di Hot Shot. Si trasforma in una macchina sportiva.
- Clocker: Un giovane Autobot che spende il suo tempo nelle gare e nel prendersi cura dell'anziano Brakedown. Si trasforma in una macchina sportiva.
- Brakedown: Un anziano Autobot pensionato, un tempo un grande corridore. Si trasforma in un dragster.

#### Animatron
- Snarl: Un amico di Overhaul. Si trasforma in un lupo blu.
- Backstop: Un anziano abitante di Animatron, maestro di Scourge. Si trasforma in un rinoceronte.

#### Terra
- Evac: Parte integrante del team di Optimus Prime. In passato, ha salvato il colonnello Franklin dall'annegamento. Si trasforma in un elicottero giallo.
- Crosswise: Vecchio amico di Evac. Si trasforma in una Bugatti Veyron. Si definisce un "cacciatore di mostri".
- Signal Lancer: Un robot solitario, sta in mezzo al deserto. La sua modalità semaforo spesso suscita molte domande nei passanti che si chiedono cosa faccia un semaforo nel bel mezzo del nulla, in una strada senza incroci. Il suo unico vero amico si trasforma in un telefono pubblico che si trova sull'altra sponda della strada.

#### Gigantion
- Metroplex: Leader di Gigantion, grande circa il triplo di Optimus Prime. Si trasforma in un veicolo da costruzione molto simile al Bagger 288, il più grande cingolato terrestre tuttora esistente. Il suo minicon si chiama Drill Bit. Metroplex sarà il responsabile della pesante sconfitta di Megatron una volta arrivato su Gigantion, portando il leader dei Decepticons a diventare Galvatron e a cercare vendetta contro lui ed Optimus Prime. In più occasioni ha donato a quest'ultimo la sua imponente ascia (dotata di Cyber Key) per aiutarlo in battaglia.
- Quickmix: Braccio destro di Metroplex, esperto di vita, parla in accento scozzese. Si trasforma in un'autobetoniera arancione.

### Decepticon

#### Cybertron
- Megatron/Galvatron: Il leader dei Decepticon, deciso a usare l'Omega Lock per far espandere la Singolarità di Unicron in modo da distruggere l'universo e ricrearlo a sua immagine. In qualità di triple changer, ha due modalità veicolo: jet e supercar. Possiede l'armatura di Unicron e pertanto parte del potere oscuro di quest'ultimo, capace di riprendersi velocemente dopo una dura battaglia, oltre che usare nuove abilità . Di base può sparare potenti scariche elettriche, creare portali (per la sua dimensione usata come base operativa e non) e avvolgersi di uno strato Infuocato con cui si impatta in modo altamente devastante contro i nemici. Tramite la sua Cyber Key può usare una triplice lama sul braccio (Death Claw) e una sorta di mitragliatrice (Death Machine Gun). Può anche sparare missili e avvolgersi di un manto di energia viola quando vuole destare il suo terribile potere. Una volta potenziato e rinato come Galvatron riuscirà a battere con facilità Metroplex (che quasi fece altrettanto su Megatron stesso combinato con Nemesis Breaker poco prima) e a tenere testa sia ad Optimus Sonic Wing Mode e Super Starscream che batterà in uno scontro piuttosto combattuto. Galvatron può generare uno scudo di energia oscura, una spada, una pioggia di fulmini, dei campi di forza e unendo le due estremità che formano la sua parte frontale in modalità veicolo anche delle potenti ondate di energia (Death Cannon). Prima della chiusura del Buco Nero, quando ha dovuto affrontare i leader dei 4 Pianeti e Optimus, Galvatron usando il potere dell'Omega Lock accresce le sue dimensioni e sviluppa un'aura dorata luminosa attorno. Usando le 4 chiavi afferma di avere un potere superiore a quello di Primus.
- Starscream: L'inaffidabile braccio destro di Megatron. Si trasforma in un jet cybertroniano. Una volta aver tradito il suo capo, intrappola questo (solo per un po') in una sfera nello spazio, approfittando di ciò per risvegliare degli antichi Decepticons sopiti sulla Terra e usarli come flotta per invaderla alla ricerca della sua Cyber Planet Key. Una volte ottenuta ne assorbirà il potere, diventando molto più grande fisicamente e ovviamente anche molto più potente. In questo stato è solito indossare una corona (riferimento alla stessa della G1) e mostrare un'aura gialla splendente attorno a sé. Sostituisce anche una delle sue spade (attivabili tramite Cyber Key) con un cannone dopo lo scontro con Leobreker. In un'occasione ha assorbito dell'energia direttamente da Primus, diventando grande quanto quest'ultimo e addirittura affrontandolo, venendo tuttavia sconfitto e depotenziato.
- Thundercracker: Un Decepticon spericolato e alquanto irresponsabile. Si trasforma in un jet. Sul finale è stanco di perdere e combattere, pertanto decide di passare dalla parte degli Autobot ma viene costretto dai "Nuovi Decepticons" (Thunderblast, Dark Crumplezone e Ransack) ad unirsi a loro.
- Nemesis Breaker: compare a fine serie,è il lato oscuro di Leobreaker e può combinarsi con Megatron nella "modalità artiglio delle tenebre" (Savage Dark Claw Mode).

#### Velocitron
- Ransack: Un robot mingherlino, spesso accompagnato dall'amico Crumplezone. Si trasforma in una motocicletta.
- Crumplezone: Amico di Ransack, goffo e robusto. Si trasforma in una macchina a tre ruote. Una volta su Cybertron, viene aggredito e ridotto in fin di vita da un'invasione di Scrapmetals, venendo poi riformattato e potenziato da un redivivo Megatron in "Dark Crumplezone" (esteticamente con una nuova colorazione). Inizialmente sotto queste nuove sembianze sembra farsi più perspicace, tremendo e spericolato.
- Dirt Boss: Altro grande rivale di Override. Si trasforma in un monster truck.

#### Animatron
- Scourge: Leader in carica di Animatron,terrorizzato dalle ragazze con un carattere forte come Thunderblast e Lori. Si trasforma in un drago a tre teste.Inizialmente verrà in contatto con Megatron e Starscream, provando ammirazione per le doti di comando del primo dei due e decidendo di unirsi ai Decepticons dopo che Starscream ha tradito, aiutando Megatron ad evadere dalla trappola del suo ex vice e partire con i suoi nuovi alleati sulla Terra e poi su Cybertron e Gigantion. Qui, prima di tornare a vegliare sul suo pianeta, Scourge capirà di aver sbagliato e si allontana dai Decepticons porgendo le sue scuse ad Optimus e gli altri.
- Undermine: Una delle guardie del corpo di Scourge. Si trasforma in uno Spinosaurus.
- Brimstone: Una delle guardie del corpo di Scourge. Si trasforma in uno pterodattilo.

#### Terra
- Mudflap: Discepolo di Landmine, divenuto temporaneamente un Decepticon, poi tornato dalla parte degli Autobot. Si trasforma in un'autogrù azzurra.
- Thunderblast: Una ex-seguace di Starscream, ossessionata dal potere, si innamorerà perdutamente di Megatron. Si trasforma in un motoscafo.
- Lugnutz: Un anti-interventista, non segue molto gli ideali di conquista dei Decepticon e, le poche volte che combatte, lo fa per avere una ricompensa. Si trasforma in una Harley Davidson.

#### Gigantion
- Menasor: Un giovane ribelle che non comprende le regole del suo pianeta. Anche lui, come Quickmix, parla in accento scozzese. Si trasforma in una trivellatrice.

#### Pianeta X
- Soundwave: Uno dei pochi abitanti conosciuti del Pianeta X. Si trasforma in un jet alieno. Appare verso l'arco di Gigantion, dove conduce su questo pianeta Megatron e i suoi subordinati, fingendosi per un po' uno di loro. Può registrare le voci degli altri per ripetere parole o frasi, così come riprodurne delle inedite da usare per le sue ingannevoli illusioni che prendono le sembianze di altri Transformers, una tattica utile assieme alla nube generata dal fedele Lazerbeak. Può sparare usando dei blaster e come Sideways può teletrasportarsi per sfuggire o combattere i suoi avversari, così come viaggiare tra le dimensioni usando dei portali.

- Sideways: Personaggio inizialmente ambiguo, poi affermatosi Decepticon. Si trasforma in un jet alieno. Come Soundwave è originario del misterioso Pianeta X e il suo vero intento è quello di ripristinare il suo mondo tramite il potere delle 4 Cyber Keys e dell'Omega Lock. Sideways è furbo e subdolo, dopo aver ingannato vari Autobot farà lo stesso anche con Starscream, per poi finire in un'altra dimensione assieme a quest'ultimo e Soundwave a causa della potenza scaturita nello scontro con Galvatron su Gigantion. La sua Cyber Key attiva delle lame nascoste sul suo scudo. Può teletrasportarsi per apparire in più punti durante uno scontro ed è capace di interscambiare i simboli delle due fazioni.

- Noisemaze: Clone prodotto in massa di Sideways.
- Droni Laserbeak: Droni prodotti in massa. Hanno le sembianze di un uccello rapace.
- Laserbeak: Uno dei suddetti droni, riprogrammato da Soundwave come un'estensione della sua personalità.

### Minicon
- Recon Minicon team
  - Jolt: Il capo del Recon Minicon team, si interessa molto ai costumi e agli stili di vita umani. Si trasforma in un elicottero. È l'unico dei minicon che sa parlare ed è parecchio chiacchierone. È capace di teletrasportare sé stesso e altri accanto a lui. Jolt viene inizialmente usato da Primus come avatar per rivolgersi agli Autobot dopo che l'hanno risvegliato per la prima volta nel cartone.
  - Six-Speed: Si trasforma in un'auto sportiva verde.
  - Reverb: Si trasforma in un pick-up blu.
- Giant Planet Minicon team: Un trio di Minicon, mai apparsi nel cartone, anch'essi provenienti da Gigantion. Si divertono a fare danni e non cooperano con gli altri robot.
  - Deepdive: Non gli piace combinare guai come agli altri due, ma lo fa comunque perché non gli piacciono le loro minacce. Si trasforma in un sommergibile
  - Overcast: Il capo del gruppo. Non ha molte ambizioni che non riguardino il demolire oggetti e fa il prepotente con gli altri due membri del gruppo, specialmente Deepdive. Si trasforma in un bombardiere P6M.
  - Longarm: Il bullo del gruppo, anche lui poco interessato a ciò che non c'entra con la distruzione. Si trasforma in una doppia autogrù.
- Safeguard: Partner di Vector Prime.
- Drill-bit: Partner di Metroplex, amico di Six-Speed e, probabilmente, anche degli altri membri del Recon Minicon team. Si trasforma in una perforatrice di roccia.
- Stripmine: Partner di Quickmix. Si trasforma in un carro armato che spara raggi Maser.
- Heavy Load: Partner di Menasor, non comprende la personalità ribelle e aggressiva di quest'ultimo, cercando a volte di tenere il gigante a bada. Si trasforma in un bulldozer.

### Umani
- Coby Hansen: Un adolescente, aspirante meccanico. Riparerà Landmine nel primo episodio.
- Lori: unica ragazza del gruppo, ha un carattere forte ed è molto amica di Override.
- Bud Hansen: Fratello minore di Coby.
- Professoressa Lucy Suzuki: Una ricercatrice nota per le sue ricerche sulla vita extraterrestre, ha scoperto Crosswise bloccato nel ghiaccio del Polo Nord.
- Colonnello Mike Franklin: Uomo che lavora per il governo, ha dedicato la sua vita alla ricerca sulla vita extraterrestre da quando Evac l'ha salvato dall'annegamento.

## Doppiaggio
Il doppiaggio italiano è stato effettuato presso la E.T.S. European Television Service sotto la direzione di Rosalinda Galli. I dialoghi italiani sono di Emanuela D'Amico, Maurizio Fiorentini e Stefano Ranieri.
| Personaggi           | Voce inglese    | Voce giapponese   | Voce italiana       |
| -------------------- | --------------- | ----------------- | ------------------- |
| Starscream           | Michael Dobson  | Takaya Kuroda     | Roberto Draghetti   |
| Thundercracker       | Mark Oliver     | Kazunari Tanaka   | Maurizio Fiorentini |
| Jetfire              | Brian Drummond  | Hideo Ishikawa    | Mauro Bosco         |
| Megatron / Galvatron | David Kaye      | Jouji Nakata      | Giorgio Locuratolo  |
| Scattershot          | Richard Ian Cox | Tarusuke Shingaki | Maurizio Reti       |
| Optimus Prime        | Gary Chalk      | Taiten Kusunoki   | Roberto Certomà     |
| Vector Prime         | Richard Newman  | Shō Hayami        | Davide Marzi        |
| Hot Shot             | Kirby Morrow    | Daisuke Hirakawa  | Mirko Mazzanti      |
| Jolt                 | Brian Drummond  | Houko Kuwashima   | Fabrizio Mazzotta   |
| Sideways             | Ted Cole        | Johnny Torres     | Diego Reggente      |

## Episodi
| Nº | Titolo italiano Giapponese 「Kanji」 - Rōmaji                                                                                  | In onda           | In onda         |
| Nº | Titolo italiano Giapponese 「Kanji」 - Rōmaji                                                                                  | Giapponese        | Italiano        |
| 1  | Il buco nero 「聖なる故郷 セイバートロン星崩壊!?」 - hijiri naru kokyō seibatoron hoshi hōkai!?                                | 8 gennaio 2005    | 31 ottobre 2005 |
| 2  | Il rifugio 「トランスフォーマーとの遭遇」 - toransufoma tono sōgū                                                              | 15 gennaio 2005   |                 |
| 3  | In incognito 「秘密基地を守れ!」 - himitsukichi wo mamore!                                                                     | 22 gennaio 2005   |                 |
| 4  | Mine antiuomo 「地球での暮らし方教えます」 - chikyū deno kurashi hō oshie masu                                                 | 29 gennaio 2005   |                 |
| 5  | Spazio Profondo 「チップスクエアを探せ!」 - chippusukuea wo sagase!                                                            | 5 febbraio 2005   |                 |
| 6  | Corri 「驚異の惑星スピーディア」 - kyōi no wakusei supideia                                                                    | 12 febbraio 2005  |                 |
| 7  | Attrazione in pista 「最速の勇者ニトロコンボイ」 - saisoku no yūsha nitorokonboi                                               | 19 febbraio 2005  |                 |
| 8  | Il crollo 「激闘!スタースクリーム」 - gekitō! sutasukurimu                                                                     | 26 febbraio 2005  |                 |
| 9  | Time 「人間の街を救え！」 - ningen no machi wo sukue!                                                                          | 5 marzo 2005      |                 |
| 10 | Ricerca nel deserto 「ベクタープライムの決断」 - bekutapuraimu no ketsudan                                                     | 12 marzo 2005     |                 |
| 11 | Profondo 「魔獣惑星アニマトロス」 - majū wakusei animatorosu                                                                   | 19 marzo 2005     |                 |
| 12 | Caccia negli abissi 「怪竜王フレイムコンボイ」 - kai ryūō fureimukonboi                                                        | 26 marzo 2005     |                 |
| 13 | Omega look 「アトランティスの攻防」 - atoranteisu no kōbō                                                                      | 2 aprile 2005     |                 |
| 14 | La corsa del secolo 「グレートレース開始！」 - guretoresu kaishi!                                                              | 9 aprile 2005     |                 |
| 15 | La Cyberchiave 「バドとホップの都会旅行」 - bado to hoppu no tokai ryokō                                                       | 16 aprile 2005    |                 |
| 16 | Selvaggio 「野獣転生!ライガージャック」 - yajū tenshō! raigajakku                                                              | 23 aprile 2005    |                 |
| 17 | Sabbie mobili 「リンクアップ！ライガーコンボイ」 - rinkuappu! raigakonboi                                                      | 30 aprile 2005    |                 |
| 18 | Testa a Testa 「灼熱のデッドヒート」 - shakunetsu no deddohito                                                                 | 7 maggio 2005     |                 |
| 19 | Missione al Polo nord 「栄光のプラネットカップ」 - eikō no puranettokappu                                                      | 14 maggio 2005    |                 |
| 20 | Questione d'onore 「オーロラの彼方の死闘」 - orora no kanata no shitō                                                          | 21 maggio 2005    |                 |
| 21 | Istinti primordiali 「戦え!ライガージャック」 - tatakae! raigajakku                                                            | 28 maggio 2005    |                 |
| 22 | Arrivano i nostri 「ローリ、魔獣の星へ」 - rori, majū no hoshi he                                                              | 4 giugno 2005     |                 |
| 23 | Trappola 「決戦!アニマトロス」 - kessen! animatorosu                                                                           | 11 giugno 2005    |                 |
| 24 | Ombre sulla Terra 「怪物たちの復活」 - kaibutsu tachino fukkatsu                                                               | 18 giugno 2005    |                 |
| 25 | Ritirata 「地球の守護神ライブコンボイ」 - chikyū no shugoshin raibukonboi                                                      | 25 giugno 2005    |                 |
| 26 | Rivelazione 「3つ目のプラネットフォース」 - 3 tsu meno puranettofosu                                                           | 2 luglio 2005     |                 |
| 27 | Situazione critica 「宇宙滅亡へのカウントダウン」 - uchū metsubō heno kauntodaun                                               | 9 luglio 2005     |                 |
| 28 | Assalto 「転生!バンガードチーム」 - tenshō! bangadochimu                                                                       | 16 luglio 2005    |                 |
| 29 | Scontro finale 「宇宙から来たスゴい奴」 - uchū kara kita sugo i yatsu                                                          | 23 luglio 2005    |                 |
| 30 | Una spietata vendetta 「野望の王 邪心全開」 - yabō no ō jashin zenkai                                                          | 30 luglio 2005    |                 |
| 31 | Modalità onde sonore 「高速機動合体ソニックコンボイ」 - kōsoku kidō gattai sonikkukonboi                                       | 6 agosto 2005     |                 |
| 32 | Primus il creatore 「超絶変形!解放される力」 - chōzetsu henkei! kaihō sareru chikara                                           | 13 agosto 2005    |                 |
| 33 | Equilibrio 「よみがえった巨大神」 - yomigaetta kyodai kami                                                                     | 20 agosto 2005    |                 |
| 34 | La memoria di Jolt 「暗黒からの逆襲」 - ankoku karano gyakushū                                                                 | 27 agosto 2005    |                 |
| 35 | La fuga 「アトランティスの迷路」 - atoranteisu no meiro                                                                        | 3 settembre 2005  |                 |
| 36 | Sincerità 「それゆけ脱出大作戦」 - soreyuke dasshutsu daisakusen                                                               | 10 settembre 2005 |                 |
| 37 | Il risveglio di Primus 「そして、旅立ちの時」 - soshite, tabidachi no toki                                                     | 17 settembre 2005 |                 |
| 38 | Salto nell'Iperspazio 「激突！砕け散る野望」 - gekitotsu! kudake chiru yabō                                                    | 24 settembre 2005 |                 |
| 39 | Il pianeta gigantesco 「超時空トンネル突破」 - chō jikū tonneru toppa                                                          | 1º ottobre 2005   |                 |
| 40 | La furia di Galvatron 「ギガロニアのメガロコンボイ」 - gigaronia no megarokonboi                                               | 8 ottobre 2005    |                 |
| 41 | In pericolo 「マスターガルバトロン降臨」 - masutagarubatoron kōrin                                                             | 15 ottobre 2005   |                 |
| 42 | L'imboscata 「地下世界へGO!!」 - chikasekai he GO!!                                                                            | 22 ottobre 2005   |                 |
| 43 | La sfida di Leobraker 「対決!ローリVSクロミア」 - taiketsu! rori VS kuromia                                                    | 29 ottobre 2005   |                 |
| 44 | Scourge contro tutti 「プラネットXの秘密」 - puranetto X no himitsu                                                            | 5 novembre 2005   |                 |
| 45 | Optimus, il vero leader 「大きな星の小さな町」 - ooki na hoshi no chiisa na machi                                              | 12 novembre 2005  |                 |
| 46 | Un potere eccezionale 「最後のプラネットフォース」 - saigo no puranettofosu                                                    | 19 novembre 2005  |                 |
| 47 | Il guardiano 「大いなる野望の果て」 - ooi naru yabō no hate                                                                    | 26 novembre 2005  |                 |
| 48 | Tornando a casa 「永遠の時空監視者」 - eien no jikū kanshi mono                                                                | 3 dicembre 2005   |                 |
| 49 | All'ultimo istante 「サイバトロン大集結」 - saibatoron dai shūketsu                                                            | 10 dicembre 2005  |                 |
| 50 | Un regalo inatteso 「終末の時、希望の光を」 - shūmatsu no toki, kibō no hikari wo                                              | 17 dicembre 2005  |                 |
| 51 | Un nuovo inizio 「ギャラクシーコンボイVSマスターガルバトロン 最終決戦!」 - gyarakushikonboi VS masutagarubatoron saishūkessen! | 24 dicembre 2005  |                 |
| 52 | Incontro 「新たなる旅立ち」 - arata naru tabidachi                                                                             | 31 dicembre 2005  |                 |